# Блащиковский, Якуб
Я́куб Блащико́вский (пол. Jakub Błaszczykowski; род. 14 декабря 1985, Трусколясы, Польша) — польский футболист, выступавший на позиции полузащитника. Бывший игрок и экс-капитан сборной Польши. Дважды признавался лучшим футболистом года в Польше (2008 и 2010).

## Биография
Якуб Блащиковский родился 14 декабря 1985 года в деревне Трусколясы вблизи города Ченстохова. Когда Якубу было 8 лет, он начал заниматься футболом в местной команде города Ченстохова — клубе «Ракув». Когда Якубу было 10 лет, отец убил его мать прямо на глазах у сына. Для Якуба это стало таким шоком, что он перестал посещать футбольные тренировки и даже школу. После смерти матери воспитанием Якуба занялась его бабушка, Фелицья Бженчкова, которая стала для него второй матерью. В 2011 году отец Якуба вышел на свободу, однако футболист отказался контактировать с ним. Тем не менее в мае 2012 года, когда его отец умер в возрасте 56 лет, он пришёл на похороны.

## Клубная карьера

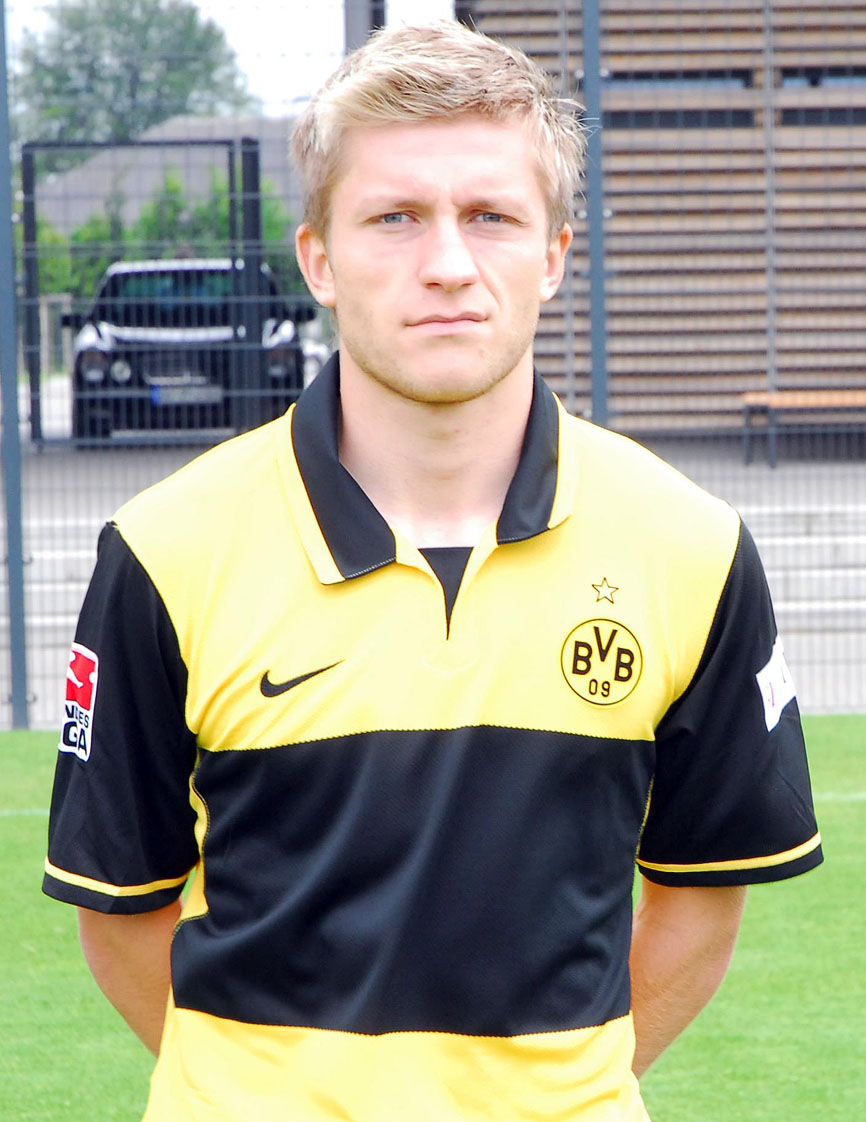
Блащиковский в «Боруссии» в 2007 году

Воспитанник юношеских команд футбольных клубов «Ракув» и «Гурник» (Забже).
Во взрослом футболе дебютировал в сезоне 2003 года выступлениями за команду клуба «Ченстохова», в которой провёл два сезона, приняв участие в 24 матчах чемпионата. В составе «Ченстоховы» был одним из главных бомбардиров команды, имея среднюю результативность на уровне 0,46 гола за игру первенства.
Своей игрой за эту команду привлёк внимание представителей тренерского штаба клуба «Висла» (Краков), в состав которого попал в 2005 году. Сыграл за команду из Кракова следующие два сезона своей игровой карьеры. Большую часть времени, проведённого в составе краковской «Вислы», был основным игроком команды.
К клубу «Боруссия» (Дортмунд) присоединился в 2007 году. Основным игроком команды стал при Юргене Клоппе — успел сыграть за дортмундский клуб более 150 матчей и забить более 20 голов. Дважды подряд становился чемпионом страны. При Томасе Тухеле потерял место в составе, и был арендован итальянской «Фиорентиной» с правом выкупа за 6 млн евро. В чемпионате Италии 2015/16 сыграл 15 матчей, в которых забил 2 мяча и отдал одну голевую передачу. В июне 2016 года было объявлено, что Якуб покидает «Фиорентину» и постарается закрепиться в составе «Боруссии». Летом 2016 года перешёл в «Вольфсбург», подписав контракт до лета 2019 года.
В январе 2019 года «Вольфсбург» объявил о расторжении контракта с Блащиковским по обоюдному согласию сторон. Позднее стало известно, что новым клубом поляка вновь станет краковская «Висла». Как сообщило польское издание Przegląd Sportowy, Блащиковский заключил с «Вислой» контракт на полгода с зарплатой в 116 евро. Также, по сообщениям СМИ, футболист пожертвовал польскому клубу 300 тысяч евро, чтобы «Висла» могла рассчитаться с долгами.

## Выступления за сборные
В 2004 году дебютировал в составе юношеской сборной Польши, принял участие в 8 играх на юношеском уровне.
В течение 2005—2006 годов привлекался в состав молодёжной сборной Польши. На молодёжном уровне сыграл в 3 официальных матчах, забил 1 гол.
В 2005 году защищал цвета второй сборной Польши. В составе этой команды провёл 1 матч.
В 2006 году дебютировал в официальных матчах в составе национальной сборной Польши. Первый гол за сборную забил 22 августа 2007 года на московском стадионе «Локомотив» в товарищеской игре со сборной России (2:2).

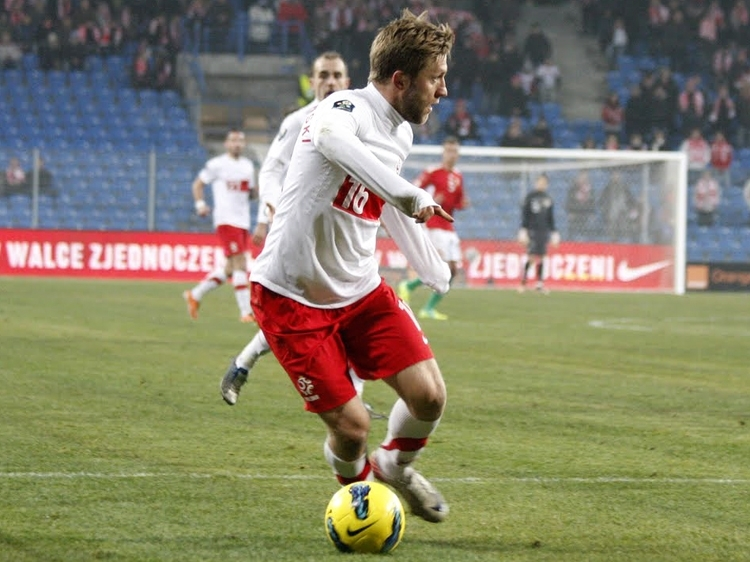
Блащиковский в составе сборной Польши в 2011 году

Из-за травмы спины не поехал на ЧМ-2006, из-за травмы бедра — на Евро-2008. В 2012 году был капитаном на «домашнем» чемпионате Европы. 12 июня в Варшаве забил мяч в ворота сборной России (1:1).
В 2016 году вошёл в состав сборной на чемпионат Европы во Франции. 21 июня в Марселе забил единственный мяч в игре против сборной Украины (1:0), поспособствовав выходу Польши в плей-офф. 25 июня открыл счёт в матче 1/8 финала в Сент-Этьене против швейцарцев, завершившемся серией пенальти, в которой поляки реализовали все пять одиннадцатиметровых, в том числе удар Блащиковского, и прошли дальше. Четвертьфинальная игра против будущих чемпионов Европы — сборной Португалии — тоже не выявила победителя по ходу основного и дополнительного времени, но в серии пенальти удача улыбнулась другой стороне[стиль].
Блащиковский занимает второе место по количеству сыгранных матчей в истории сборной Польши после Роберта Левандовского.

## Достижения
Командные
«Висла» (Краков)
- Чемпион Польши: 2004/05

«Боруссия» (Дортмунд)
- Чемпион Германии (2): 2010/11, 2011/12
- Обладатель Кубка Германии: 2011/12
- Обладатель Суперкубка Германии: 2013

Личные
- Футболист года в Польше: 2008, 2010
- Командорский крест ордена Возрождения Польши (2021)[9]
- Орден Улыбки (2016)